# Toxorhynchites manopi
Toxorhynchites manopi är en tvåvingeart som beskrevs av Thurman 1959. Toxorhynchites manopi ingår i släktet Toxorhynchites och familjen stickmyggor.
Artens utbredningsområde är Thailand. Inga underarter finns listade i Catalogue of Life.